# Université Catholique de l’Afrique de l’Ouest

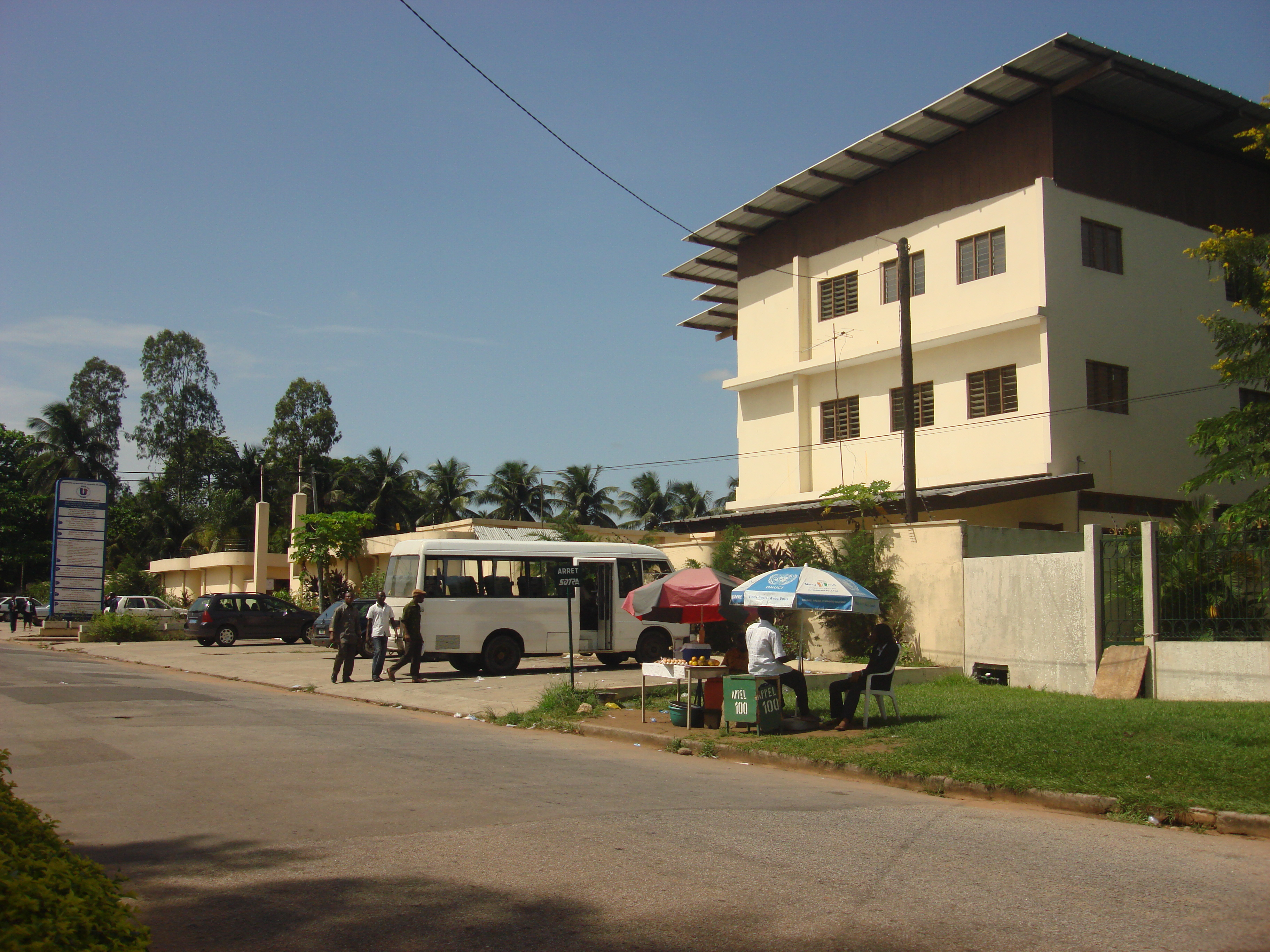
Université Catholique de l’Afrique de l’Ouest (2008)

Die Université Catholique de l’Afrique de l’Ouest (UCAO), dt. Katholische Universität Westafrikas, ist eine von der römisch-katholischen Kirche getragene Privatuniversität in Westafrika.
Die Universität wurde 2000 durch die Bischöfe der Évêques de la Conférence Épiscopale Régionale de l’Afrique de l’Ouest (CERAO) in Conakry gegründet.
Der Sitz ist Abidjan, Elfenbeinküste; einzelne Fachbereiche verteilen sich auf Niederlassungen in:
- Bobo-Dioulasso, Burkina Faso
- Conakry, Guinea
- Bamako, Mali
- Ziguinchor, Senegal und
- Lomé, Togo.[2]